# Be Kind
Be Kind è un singolo del DJ statunitense Marshmello e della cantante statunitense Halsey, pubblicato il 1º maggio 2020 come primo estratto dal secondo EP di Halsey Collabs e incluso nella versione deluxe del terzo album in studio di quest'ultima Manic.

## Descrizione
Be Kind è composto in chiave Mi maggiore ed ha un tempo di 94 battiti per minuto.

## Pubblicazione
Il 30 aprile 2020 Halsey e Marshmello hanno annunciato la collaborazione tramite i propri social media, rivelandone nell'occasione sia la copertina che la data di pubblicazione prevista per il venerdì seguente.

## Video musicale
Il video musicale, diretto da Hannah Lux Davis, è stato reso disponibile il 27 giugno 2020.

## Tracce
Testi e musiche di Amy Allen, Ashley Frangipane, Freddy Wexler, Gian Stone e Marshmello.
Download digitale
1. Be Kind – 2:52

Download digitale – Surf Mesa Remix
1. Be Kind (con Surf Mesa) (Surf Mesa Remix) – 2:54

Download digitale – Jacques Lu Cont Remix
1. Be Kind (con Jacques Lu Cont) (Jacques Lu Cont Remix) – 3:45

Download digitale – Joy Club Remix
1. Be Kind (Joy Club Remix) – 2:57

Download digitale – Stripped
1. Be Kind (Stripped) – 2:54

## Formazione
Musicisti
- Halsey – voce
- Marshmello – programmazione
- Gian Stone – programmazione

Produzione
- Marshmello – produzione
- Gian Stone – produzione aggiuntiva
- Brandon Buttner – produzione vocale, ingegneria del suono
- Michelle Mancini – mastering
- John Hanes – assistenza all'ingegneria del suono
- Șerban Ghenea – missaggio

## Successo commerciale
Nella Billboard Hot 100 Be Kind ha esordito alla 29ª posizione, diventando la tredicesima top forty di Halsey e la nona di Marshmello. Nella Official Singles Chart britannica, invece, ha debuttato in 45ª posizione con 10 967 copie distribuite durante la sua prima settimana.
In Italia il brano è stato il 30º più trasmesso dalle radio nel 2020.

## Classifiche

### Classifiche settimanali
| Classifica (2020) | Posizione massima |
| ----------------- | ----------------- |
| Australia         | 15                |
| Austria           | 33                |
| Belgio (Fiandre)  | 51                |
| Belgio (Vallonia) | 54                |
| Canada            | 18                |
| Corea del Sud     | 183               |
| Croazia           | 14                |
| Estonia           | 23                |
| Germania          | 54                |
| Grecia            | 27                |
| Irlanda           | 22                |
| Italia            | 66                |
| Libano            | 10                |
| Lituania          | 18                |
| Malaysia          | 4                 |
| Norvegia          | 29                |
| Nuova Zelanda     | 32                |
| Paesi Bassi       | 34                |
| Portogallo        | 60                |
| Regno Unito       | 33                |
| Repubblica Ceca   | 34                |
| Romania           | 36                |
| Singapore         | 3                 |
| Slovacchia        | 45                |
| Slovenia          | 28                |
| Stati Uniti       | 29                |
| Svezia            | 48                |
| Svizzera          | 46                |
| Ungheria          | 22                |

### Classifiche di fine anno
| Classifica (2020) | Posizione |
| ----------------- | --------- |
| Australia         | 64        |
| Canada            | 61        |